# Taufbecken St. Stephan (Tangermünde)

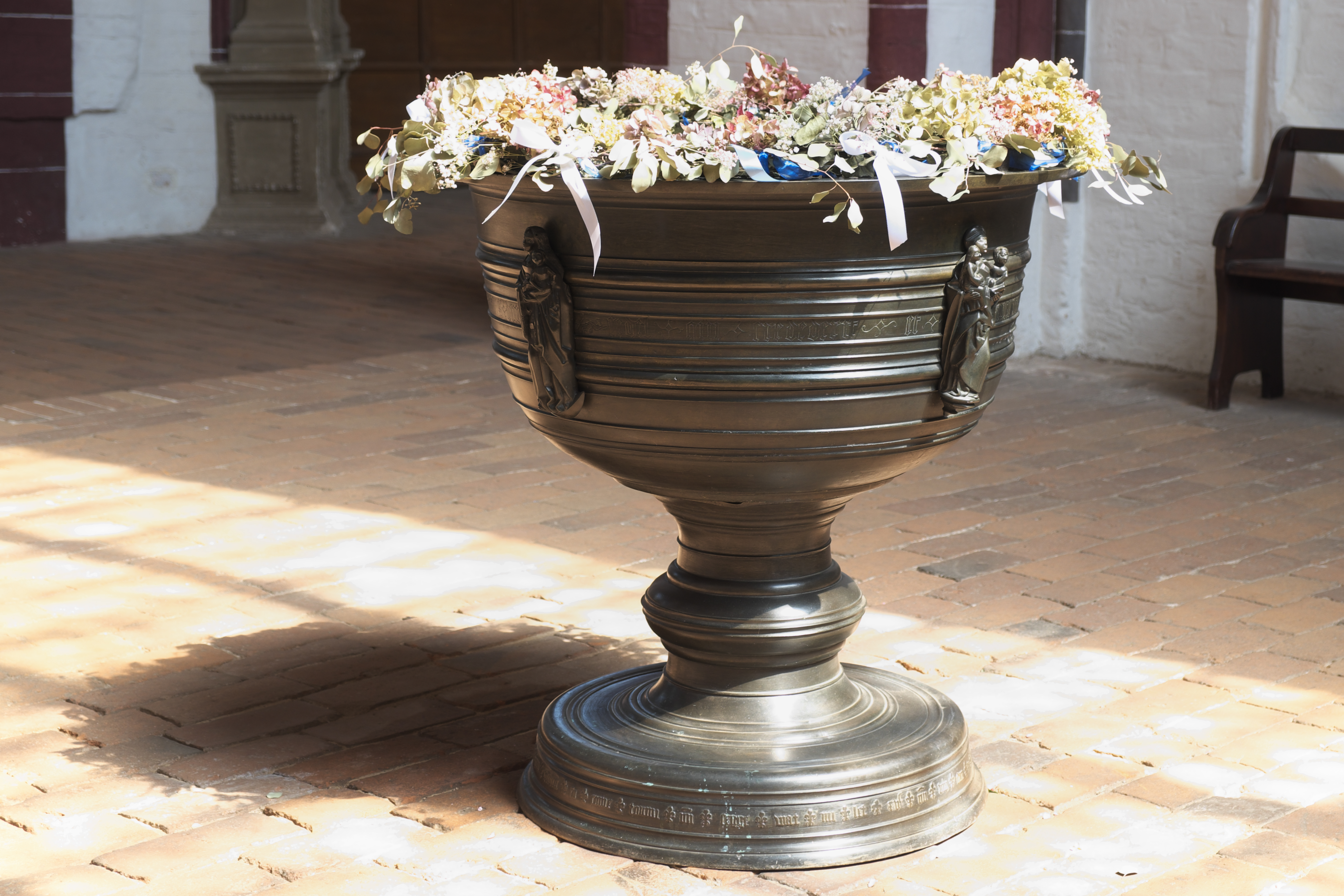
Taufbecken in der Kirche St. Stephan in Tangermünde

Das Taufbecken der evangelischen Kirche St. Stephan in Tangermünde, einer Stadt im Südosten des Landkreises Stendal im nördlichen Sachsen-Anhalt, wurde 1508 geschaffen. Das Taufbecken ist als Teil der Kirchenausstattung ein geschütztes Kulturdenkmal.
Der bronzene Taufkessel in Form eines Kelches wurde von Hinrik Mente in Braunschweig gegossen. Vier Skulpturen sind am Rand aufgenietet: ein Kreuz mit Maria und dem Apostel Johannes, die Mondsichelmadonna, Anna selbdritt und der heilige Stephanus.
Zwischen den Figuren ist folgender Schriftzug eingraviert: „qui credederit et baptisatus fuerit salvus erit“ (Wer geglaubt hat und getauft ist wird erlöst, (Markus 16,16 )). 
In einer mittelniederdeutschen gereimten Inschrift am Fuß, die sich an mögliche Kritiker seines Werks richtet, hat der Gießer sein Werk signiert:
„XVC un VIII dar bi
hinric mente maecte mi
de mi begript of de mine
de gha tou hus un sie opte sine
wint he dar neen ghebrec
so come tou mi un segge wat mi let“
„15 Hundert und 8 dabei (=1508)
Heinrich Mente machte mich.
Wer mich angreift oder das Meine,
der gehe nach Hause und sehe auf das Seine.
Wenn ihm da nichts gebricht,
dann komme er zu mir und sage, was mir fehlt.“
Zunächst stand das Taufbecken am westlichen Ende der Kirche unter der Orgelempore. Im Jahr 1844 wurde die ehemalige Fronleichnamskapelle als Taufkapelle eingerichtet, wo sich seitdem das Taufbecken befindet.     

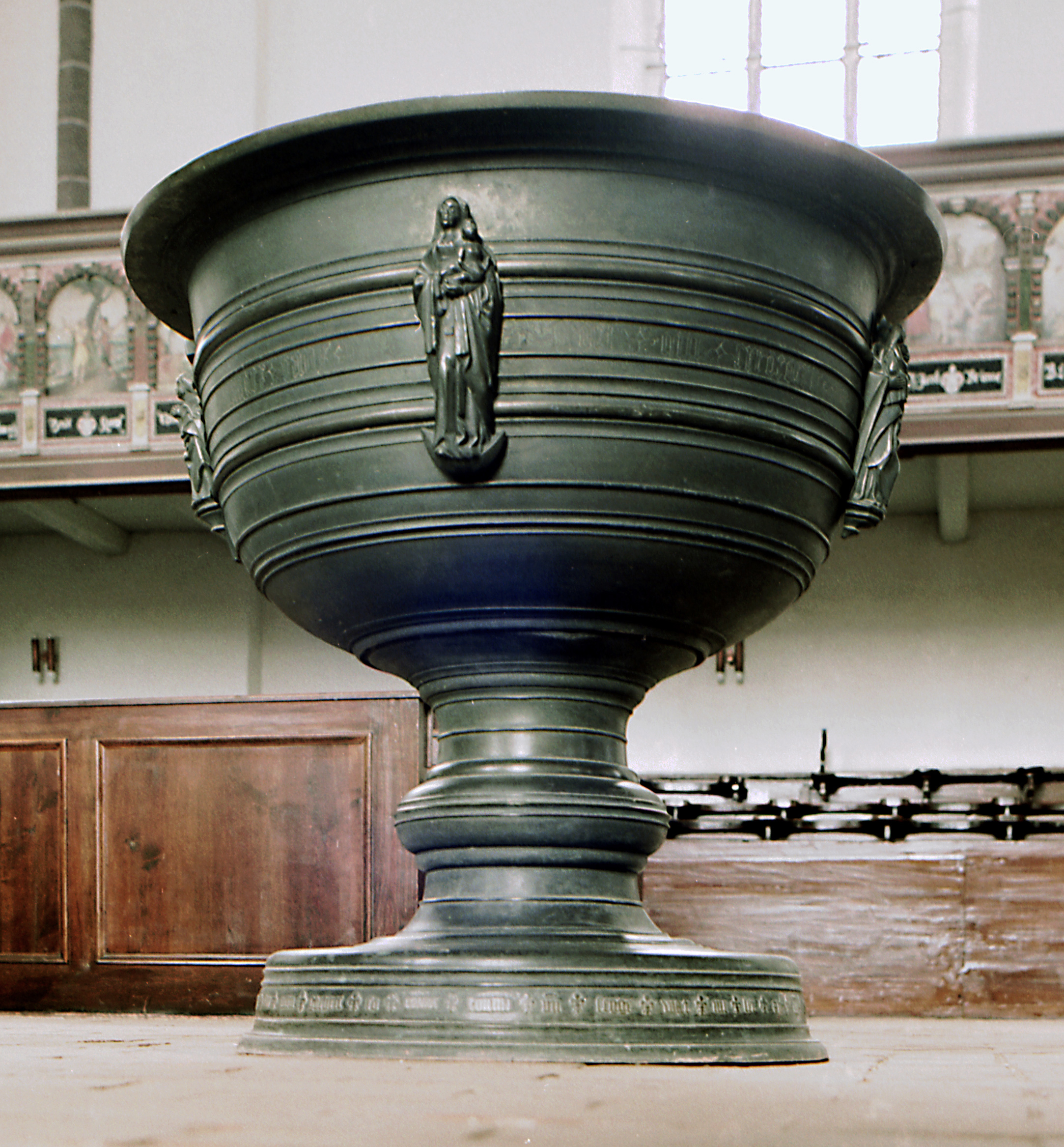
Mondsichelmadonna
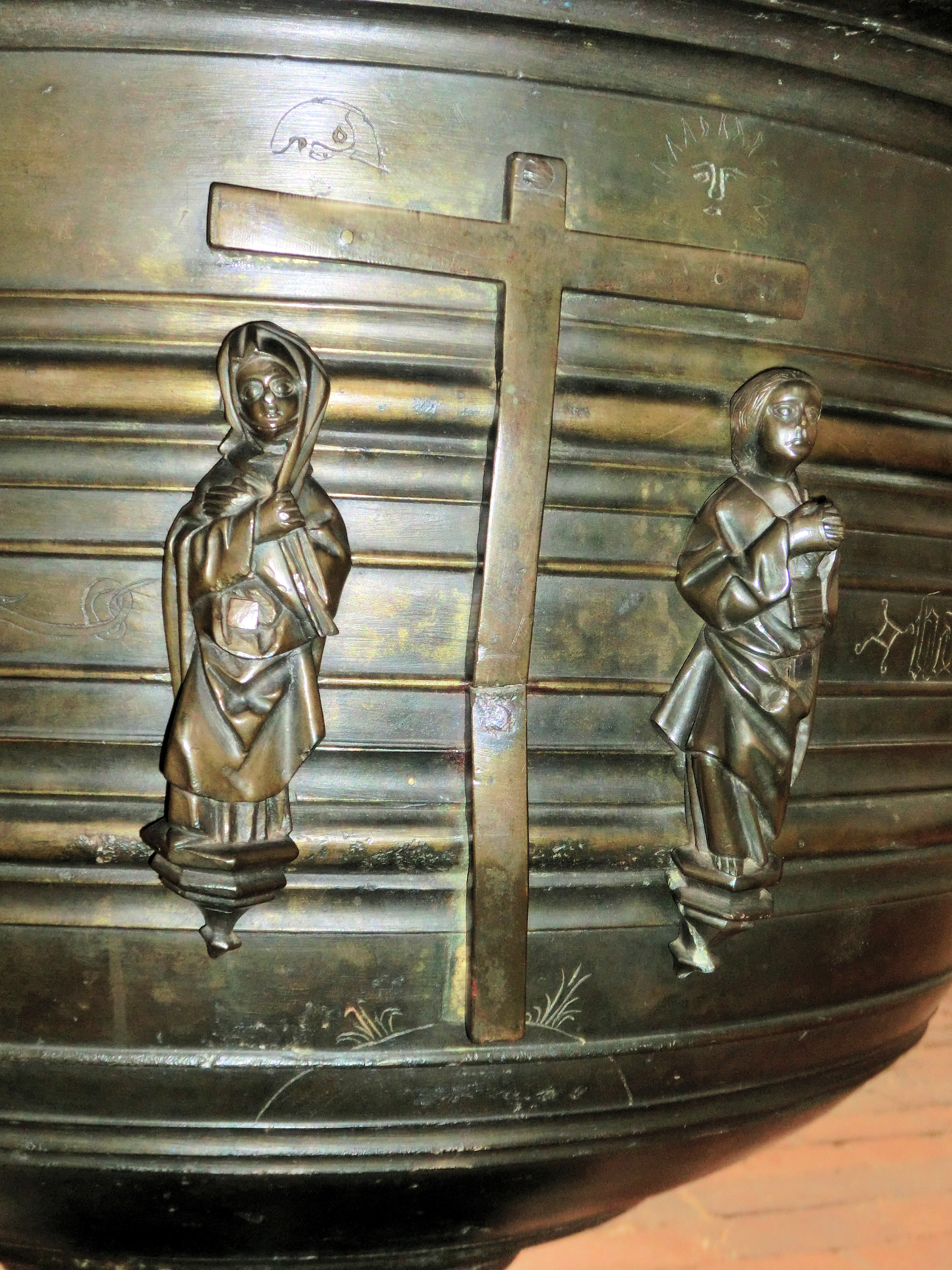
Kreuz mit Maria und dem Apostel Johannes
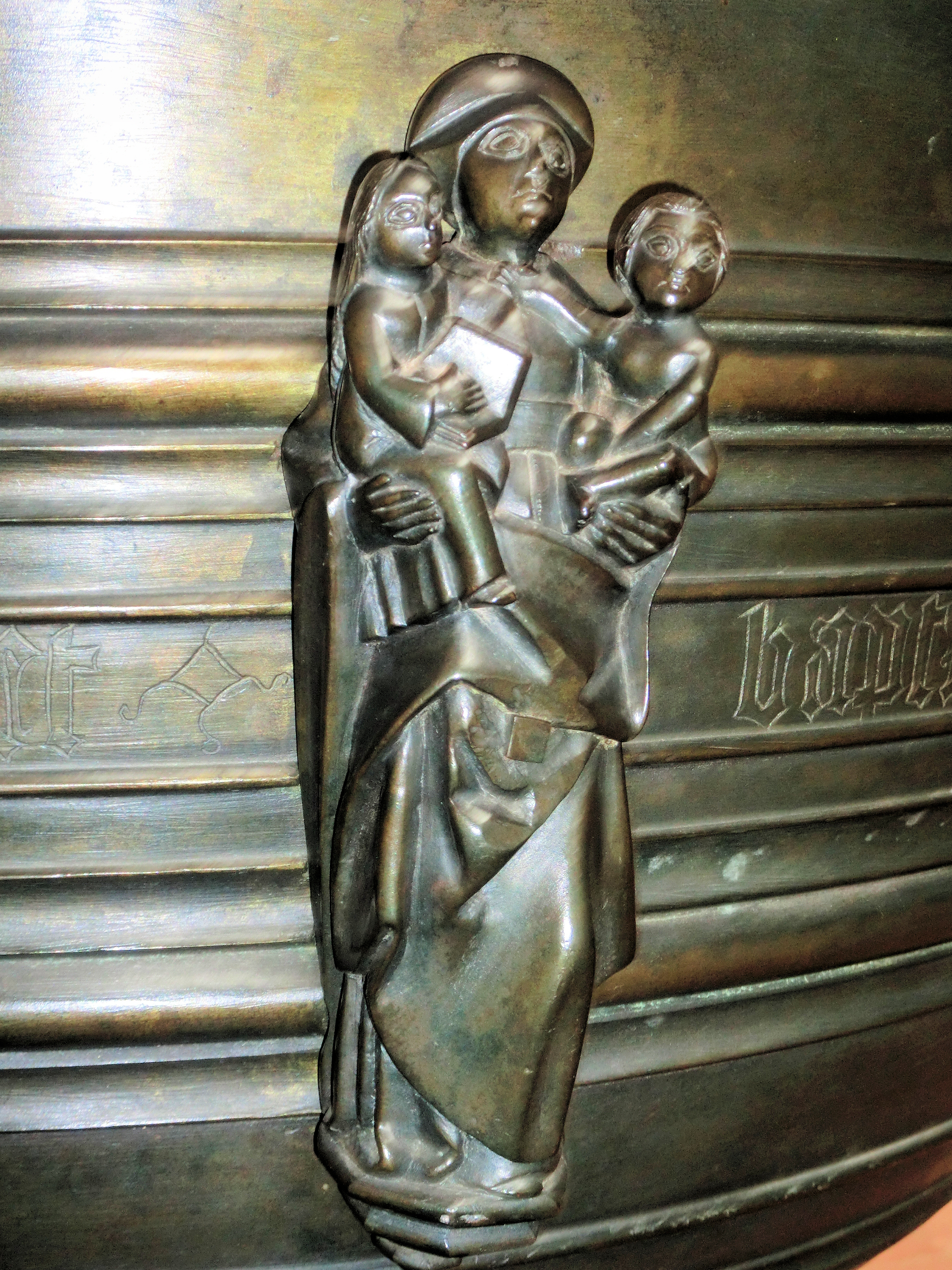
Anna selbdritt
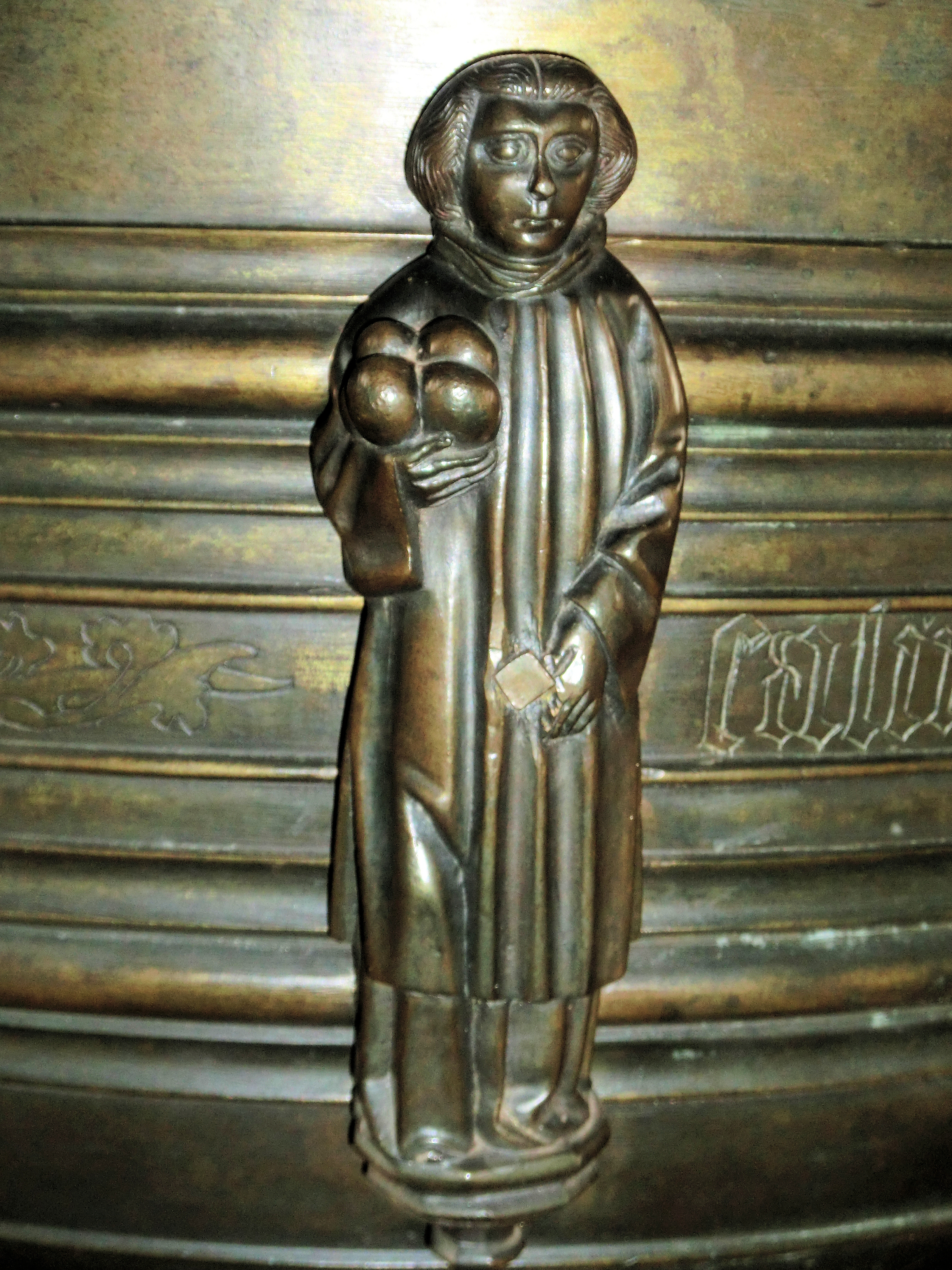
Heiliger Stephanus